# Max Clauss
Pour les articles homonymes, voir Clauss.
Max Clauss (1901 à Offenbourg - 1988) est un romaniste et un journaliste allemand. Premier traducteur de Malraux en langue allemande, il adhère au NSDAP en 1933 et collabore avec Joachim von Ribbentrop. Son ouvrage Tatsache Europa ("Le Fait Europe"), paru en 1943, prône l'hégémonie européenne sur le monde.
Max Clauss écrivait pour Signal[réf. nécessaire], principal journal de propagande nazie pendant la Seconde Guerre mondiale.